# Шулепниково
Шуле́пниково (рос. Шулепниково) — присілок у складі Дмитровського міського округу Московської області, Росія.

## Населення
Населення — 6 осіб (2010; 41 у 2002).
Національний склад (станом на 2002 рік):
- росіяни — 73 %